# Scheen

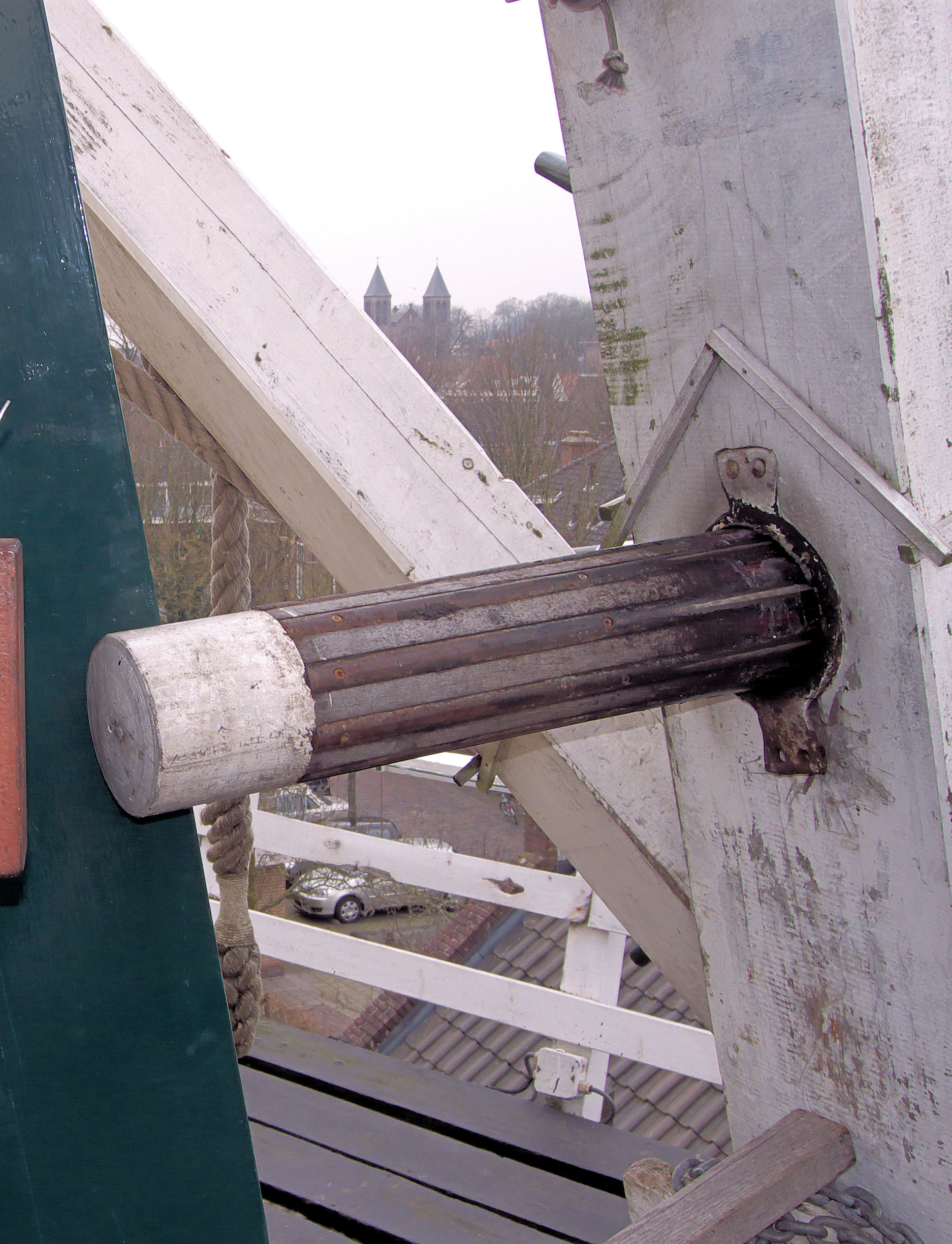
Schenen op de munnik van het kruiwerk van de molen De Kroon

Schenen zijn metalen strippen die in de lengterichting op een houten as zitten ter voorkoming van overmatige slijtage. Op een houten bovenas van een windmolen zitten zowel op het halslager als het penlager schenen. Ook op de munnik voor het kruien van een windmolen zitten schenen.